# 因河地區

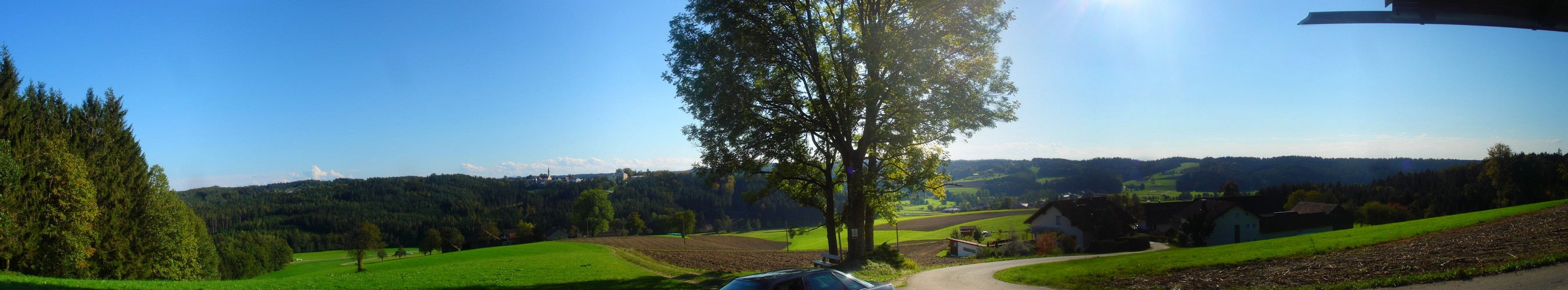
瑪麗亞施莫爾恩周邊景色。

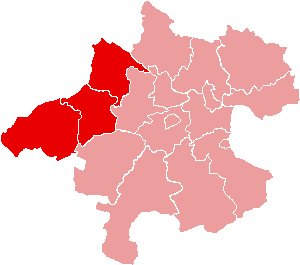
因河地區在上奧地利的位置

因河地區（德語：Innviertel, Innkreis）是奧地利的傳統地區之一，位於因河東南方的上奧地利西部並與德國巴伐利亞接壤。此地與豪斯魯克地區、米爾地區和特勞恩地區是上奧地利的傳統四大分區。
因河地區位於上奧地利西北部，包含了因河畔布勞瑙、因河地區里德及謝爾丁。在1868年推行行政區劃新制後，上奧地利的傳統分區不再擁有法律地位。而原先的哈布斯堡行政分區（Kreise）也隨之廢除。
不同於上奧地利其他地區，此地在1779年泰申條約簽訂以前多屬於巴伐利亞公國及之後的巴伐利亞選侯國。這裡土壤肥沃、人口稠密、景觀涵蓋平地與阿爾卑斯山麓丘陵，介於薩爾察赫河、因河、多瑙河及豪斯魯克山之間。面積達2250 km²，人口約218,000人。
最大城市是因河畔布劳瑙，人口17,438人，其次是因河地區里德的12,209人。擁有5,216名居民的謝爾丁則以其巴洛克風格的市中心而成為知名旅遊景點。

## 名稱

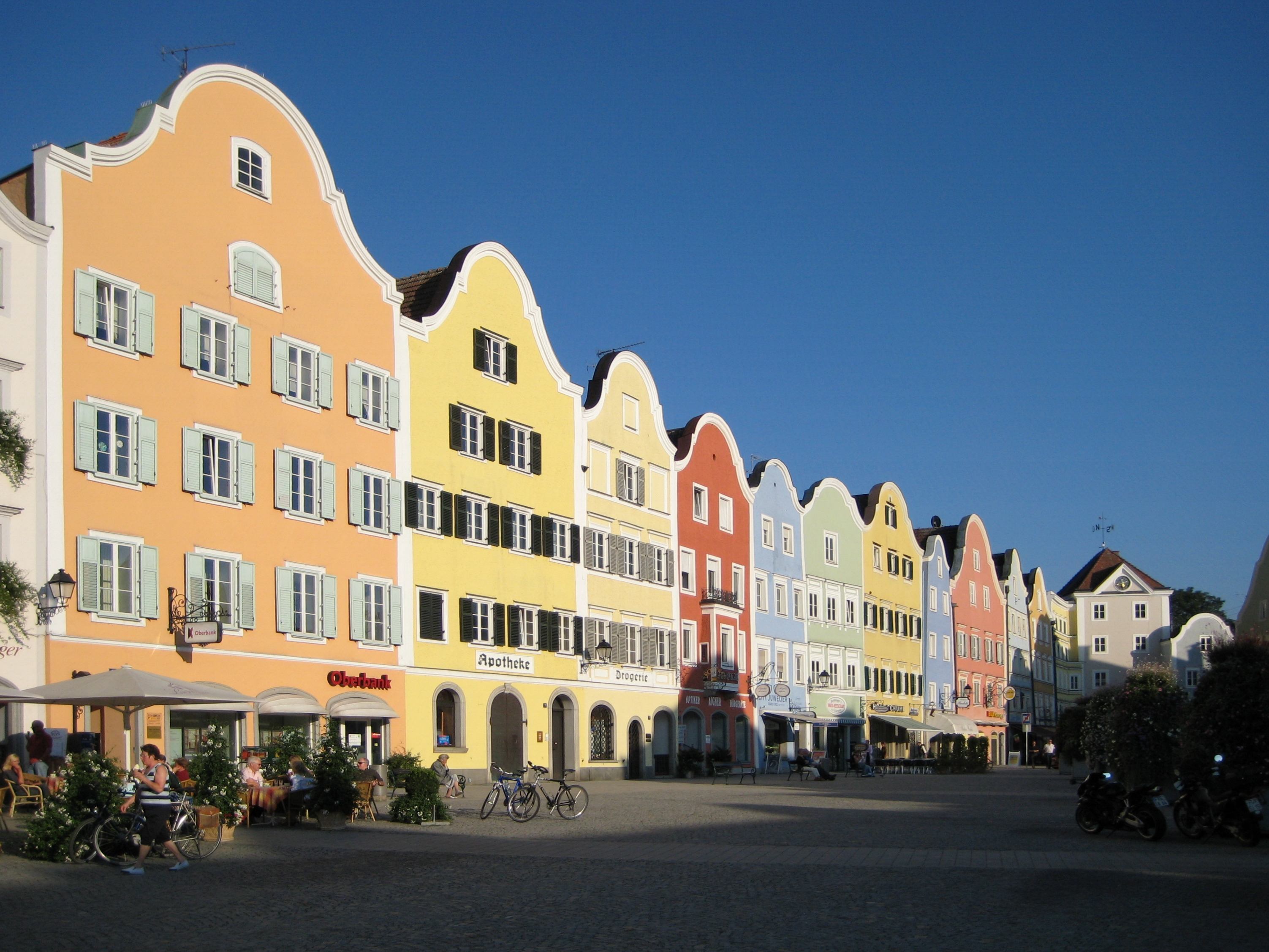
謝爾丁的巴洛克風格街景

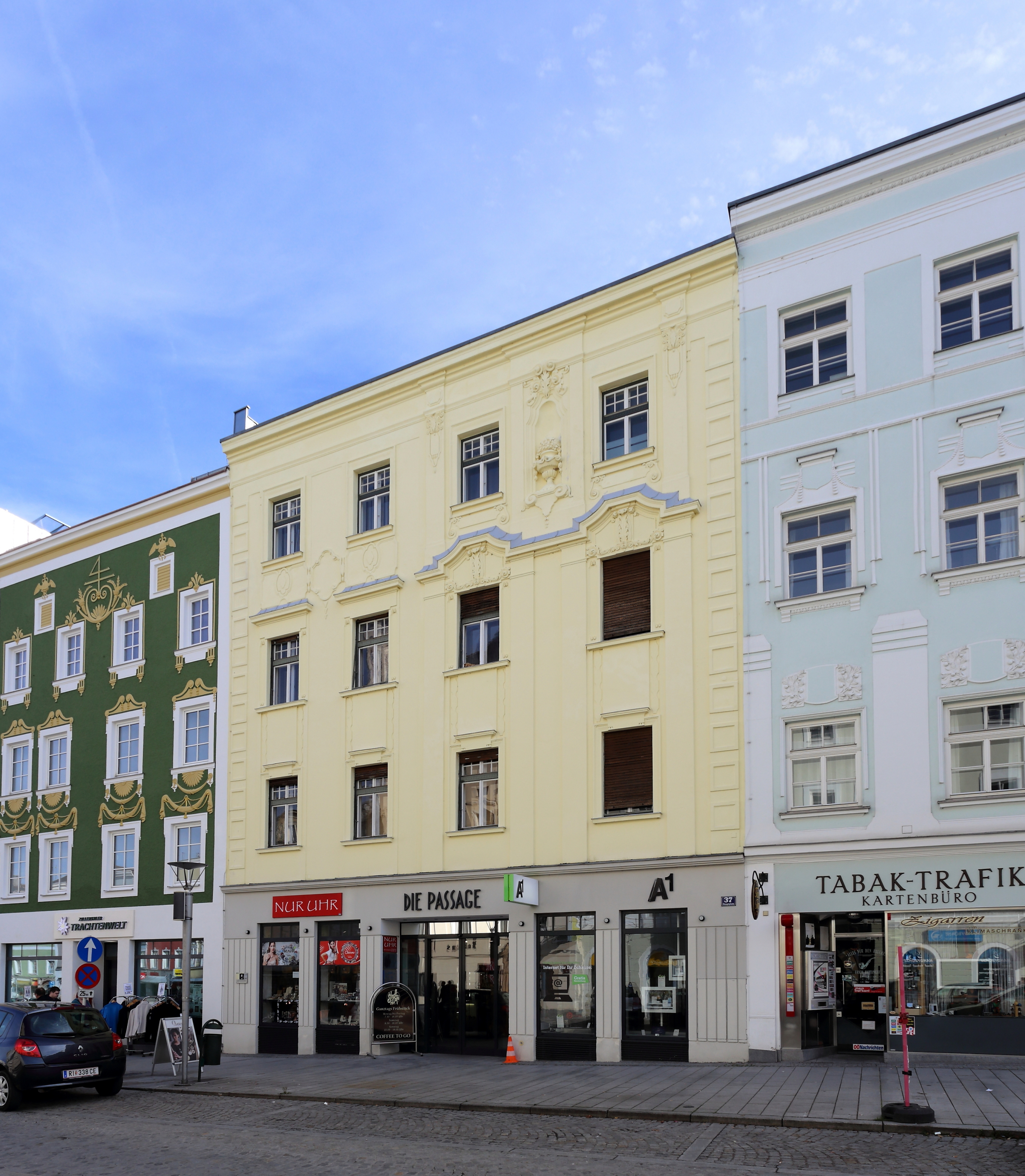
因河地區里德的因河-薩爾察赫風格建築

因河地區其實是一個較新的名詞，過去較常使用「因河巴伐利亞」（德語：Innbaiern）。在1779年併入奧地利後，由於當時大公國將恩斯地區（現在的上奧地利）分為四個區域，因此新併入的土地稱為「第五地區」（德語：Fünfte Viertel），但之後米爾地區與馬赫蘭地區（德語：Machlandviertel）合併後，此地成為現在所稱的「因河地區」。

## 地理
本地區由奧地利行政分區的謝爾丁、因河地區里德、因河畔布勞瑙三縣組成。主要城鎮有三座縣治因河畔布勞瑙、因河地區里德、謝爾丁，以及馬蒂希霍芬與阿爾特海姆。
因河地區位於阿爾卑斯山麓丘陵下，面積約2,250平方公里，包括廣闊平坦且肥沃的因河河谷，以及東部毗鄰的起伏景觀，北部盛產花崗岩和煤炭。

## 歷史

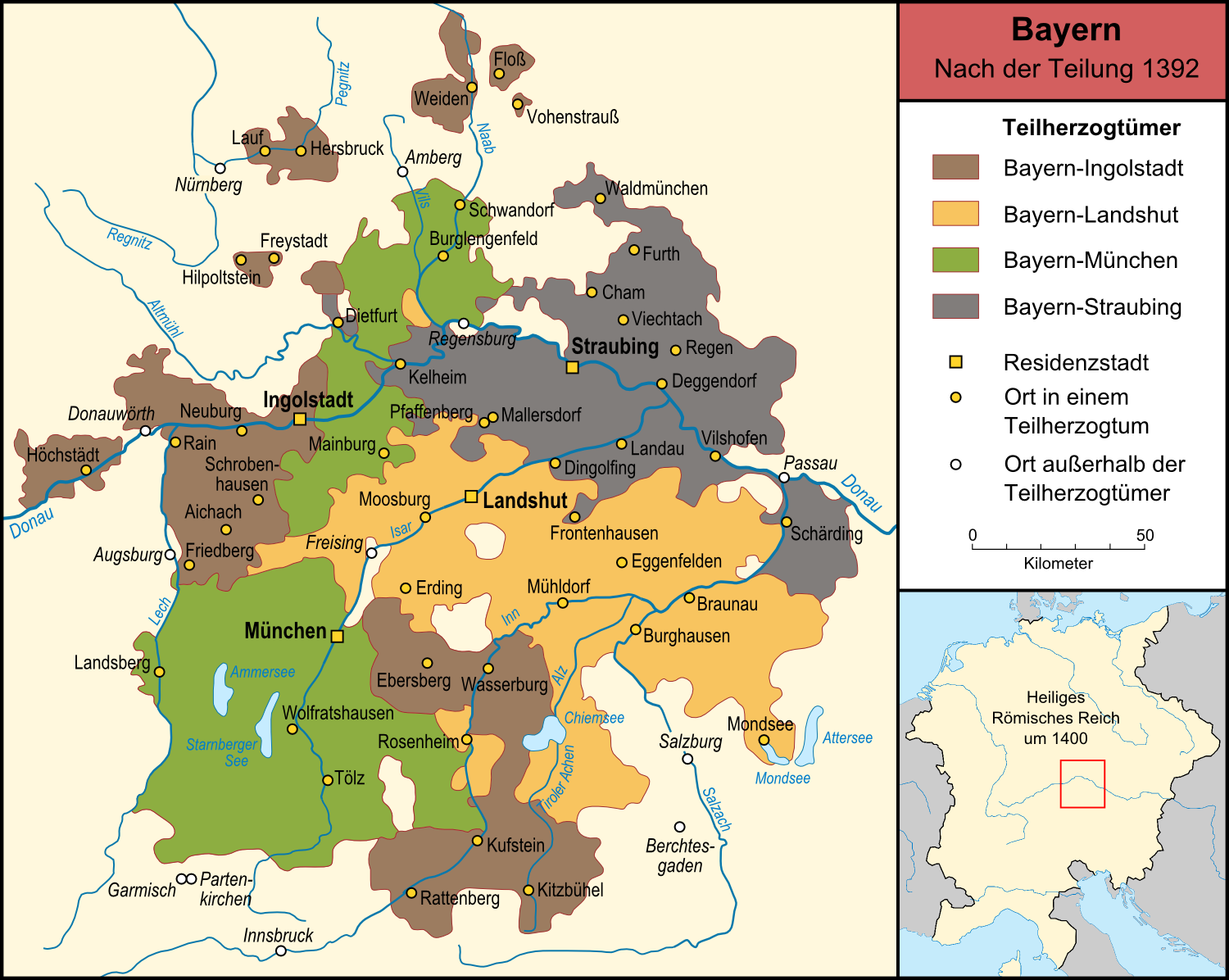
因河地區在1392年分別劃入巴伐利亞因戈施塔特、巴伐利亞蘭休特、巴伐利亞慕尼黑以及巴伐利亞施特勞賓

### 巴伐利亞：中世紀與現代
從六世紀起，因河地區的大部分地區是屬於德意志巴伐利亞部落公國的馬蒂希區（德語：Mattiggau），北部則屬於羅塔赫區（德語：Rottachgau）。1507年，「因河巴伐利亞」成為布格豪森的「監管區」（德語：Rentamt）。南巴伐利亞的蒙德塞地區在1506年納入哈布斯堡領地。在布格豪森的管理下，因河以外的這片土地在數世紀以來一直扮演著兩個重要角色：戰略上作為東部防線抵禦崛起的奧地利大公國，以及經濟上作為農作物種植的耕地。 
在1705-1706年巴伐利亞起義反抗哈布斯堡皇帝約瑟夫一世佔領期間，布勞瑙是巴伐利亞巴伐利亞國防大會（1705年12月），或稱「布勞瑙議會」的舉辦地。該集會呼籲反抗哈布斯堡王朝的壓迫，也是神聖羅馬帝國內早期出現的議會制度之一。

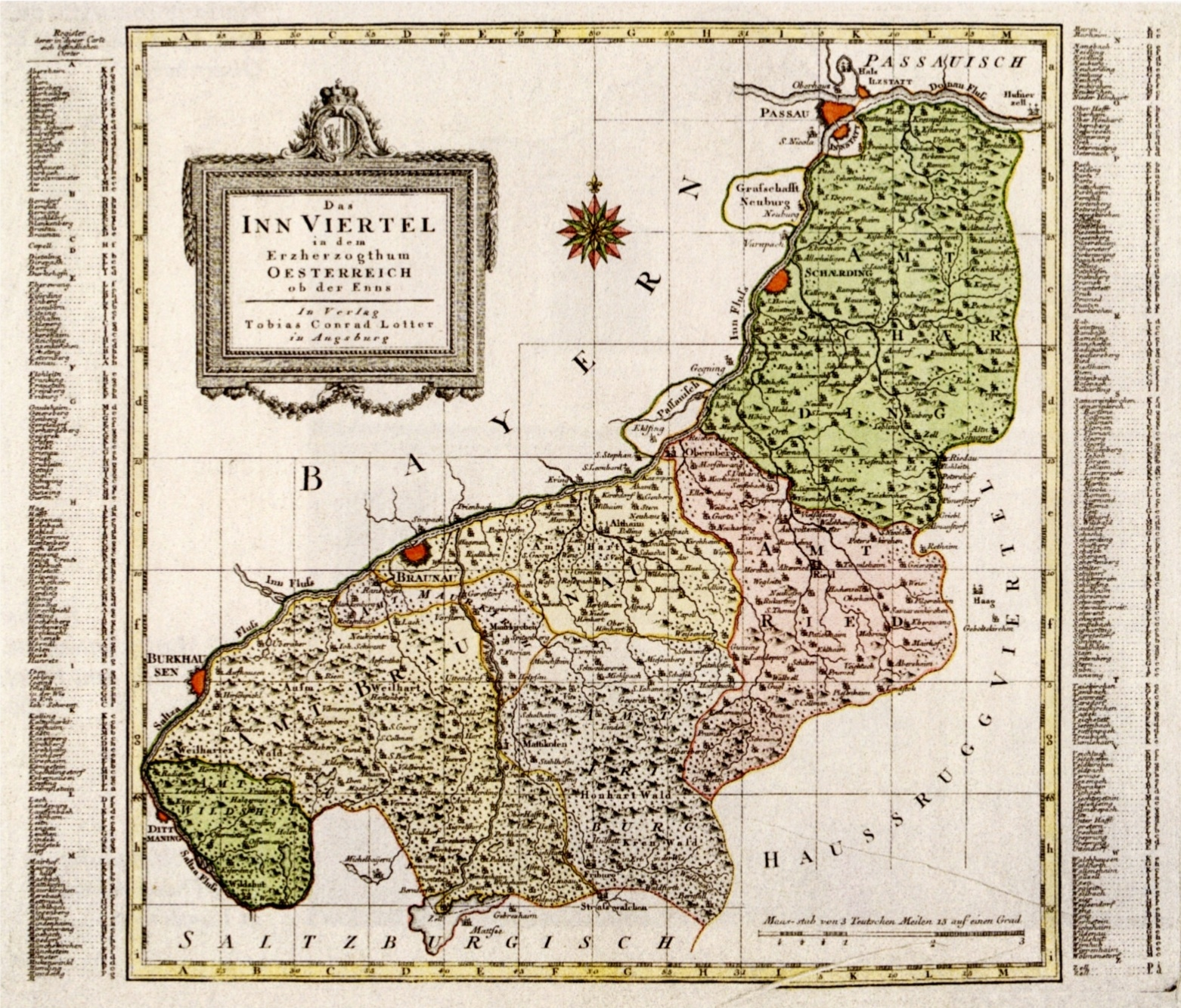
1779年的因河地區地圖

### 哈布斯堡時代：泰申條約與維也納會議
在巴伐利亞王位繼承戰爭之後，此地正式脫離巴伐利亞選侯國。無子嗣的巴伐利亞選帝侯馬克西米利安三世·約瑟夫（1745–1777）去世後，維特爾斯巴赫家族不再有巴伐利亞血統。一些中歐強權對此提出要求，其中，奧地利要求割讓下巴伐利亞和上普法茲。隨著泰申條約的簽訂，因河地區在1779年成為上奧地利的一部份。
由於1809年的申布倫條約，巴伐利亞在1810年再次奪回因河地區，並與部分豪斯魯克地區劃入巴伐利亞下多瑙河區。1811年，此地的堂區從林茨教區劃入帕紹主教區。1816年慕尼黑條約後，巴伐利亞王國最終在1816年5月1日將因河地區與其他區域割讓給奧地利帝國。1816年7月1日，林茨教區再次從帕紹主教區手中接管此地。

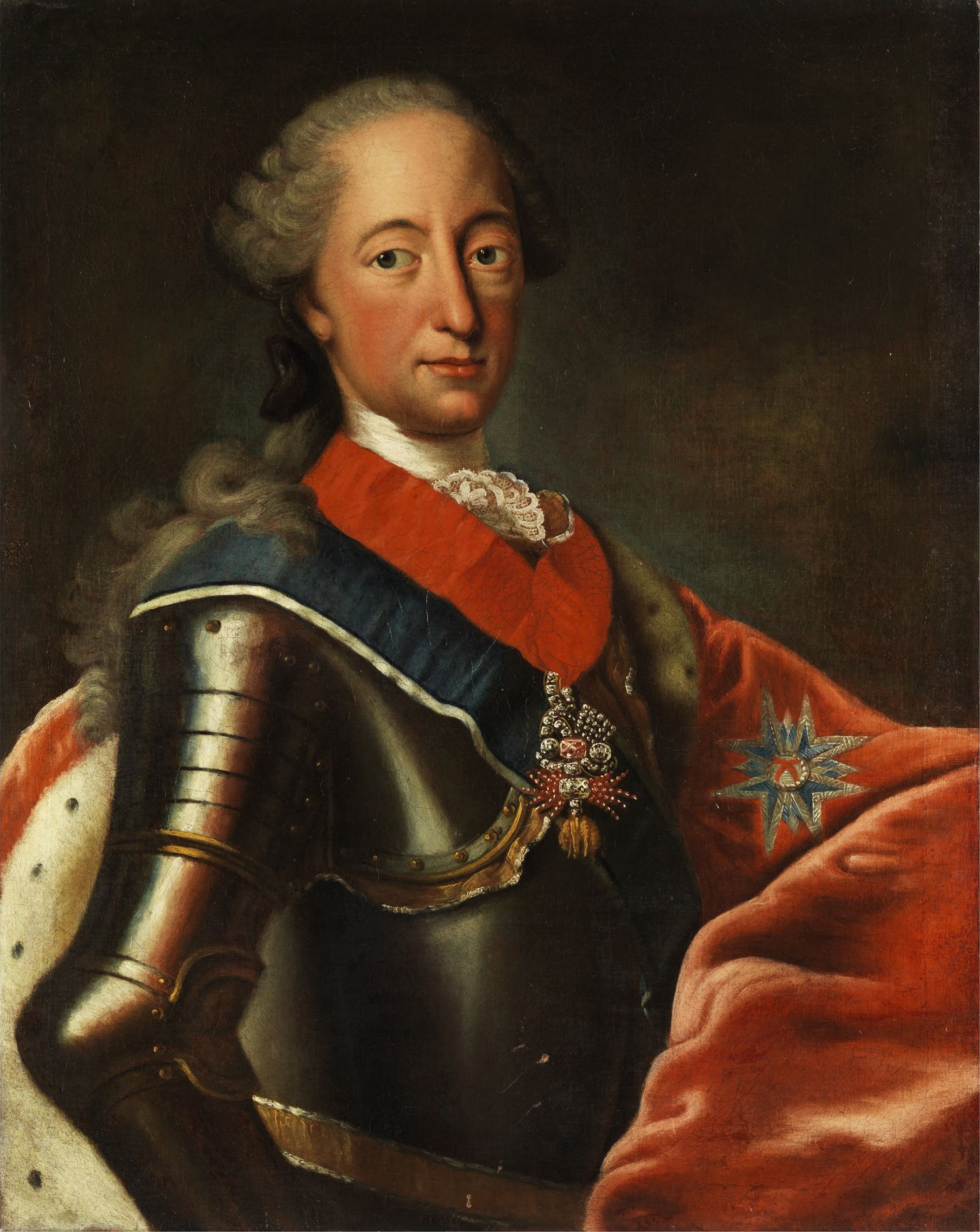
馬克西米利安三世·約瑟夫的逝世被認為是巴伐利亞王位繼承戰爭的導火線

### 語言與巴伐利亞遺產
在政治層面上，新領土併入上奧地利（德語：Land ob der Enn，恩斯之上的土地），巴伐利亞官員須向新君主宣誓效忠、因河地區貴族也需臣服新君主。更困難的是行政整合。因河地區過去從未是獨立的行政區劃，而是由仍在巴伐利亞的布格豪森管理，現在則由一個獨立的「地區執行委員會」（德語：Landes-EinrichtungsKommission）執行。1795年皇帝約瑟夫二世施行改革導入新教會與學校制度後，加上更高的酒稅迫使啤酒廠關閉，點燃了民眾的怒火。 對此，因河巴伐利亞的民眾非常不滿意其處境，高喊「寧為巴伐利亞而死也不願遭帝國摧毀！」（德語：Lieber bayrisch sterben als kaiserlich verderben!）。
在語言上，儘管奧地利標準語被廣泛採用，但中西部巴伐利亞的方言特色仍保留於因河地區至今，主要可見於該地區大量的發音特色中（如牛奶在因河地區念作Milli或Muich，但奧地利其他地區則念為Müch）。越往西部，語言逐漸變為中西部巴伐利亞方言。
在城鎮建築上，色彩繽紛的因河-薩爾察赫風格建築也讓人想起巴伐利亞傳統。

### 地區展覽會
首屆巴伐利亞-上奧地利地區展覽會在2004年於帕紹、阿斯巴赫、賴謝斯貝格和謝爾丁舉行。

## 與上奧地利其他地區的關係
因河地區是1705年和1706年巴伐利亞起義反抗奧地利佔領的中心。然而，在1779年併入奧地利後並沒有形成更大規模的抵抗。例如，因河地區出身的弗朗茲·史特爾茨哈默（Franz Stelzhamer）在他平凡的著作《Dá Soldatnvödá》宣揚共同國籍，並被視為是19世紀上奧地利的「民族詩人」。
儘管如此，直到 20 世紀，因河地區人和其他上奧地利人（Landlers，"Landl" 意指豪斯魯克或上奧地利）仍衝突不斷。從這個時候，地方開始出現著名的諺語，如「當因河地區人來了，就該回家了！」（德語：Wenn d' Innviertler keman, hoasts umirucka！）。體制內亦出現地區間的競爭，如在旅遊部門，相較於東邊的格里斯基興，甚或是更東的首府林茲，因河地區在媒體推廣上明顯居於劣勢。

布勞瑙盾徽上的普法爾茨獅子與巴伐利亞藍白菱形紋

這些爭論的觀點之一是連結鄰近上因河地區（(布勞瑙地區、里德地區西南部）的薩爾斯堡交通網不足。而，維也納-林茲-慕尼黑連線是重要的交通路線。作為下因河地區（(謝爾丁地區、里德地區東北部）都會中心的帕紹在這之間扮演了重要角色。因河地區的獨立性也反映在里德市長Albert Ortig在2009年選舉發起的「首府辯論」中。他宣布里德為因河地區首府因而激怒了布勞瑙的政客。
儘管如此，今日因河地區居民對土地的認同遠遠超過上奧地利其他地區的居民，除了位於多瑙河畔、在地理上一定程度偏離現代分界的米爾地區。

## 人口統計
今日，因河地區居民約有215,000人。當地的德語方言「因河地區方言」（德語：Innviertlerisch）十分接近下巴伐利亞的語言。

## 知名人士
因河地區出身的知名人士有《平安夜》作曲家弗朗茨·克薩韋爾·格魯貝爾、歌劇歌唱家弗朗茨·克薩韋爾·格爾、巴洛克雕塑家施萬塔勒家族、親衛隊領袖恩斯特·卡爾滕布倫納、真福良心拒服兵役者法蘭茲·雅各史塔特、物理學家安東·塞林格。阿道夫·希特勒與外交官埃貢·蘭斯霍芬-韋特海默皆生於德國邊境的因河畔布勞瑙。

## 圖片

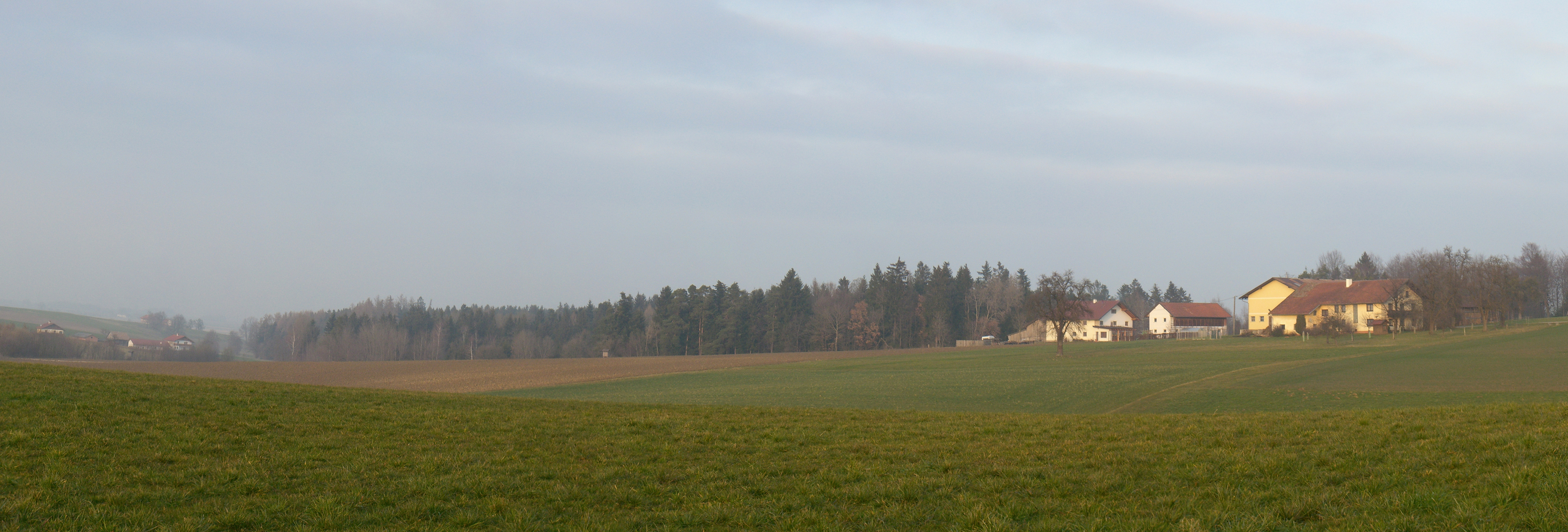
因河地區鄉村風景
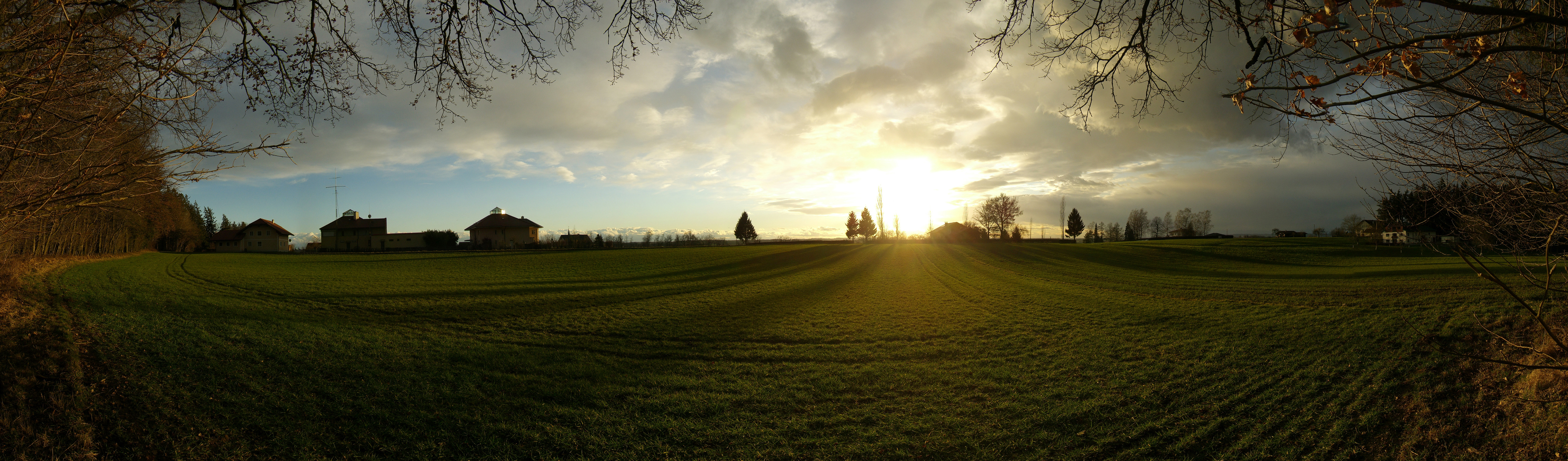
因河地區鄉村的日落景色
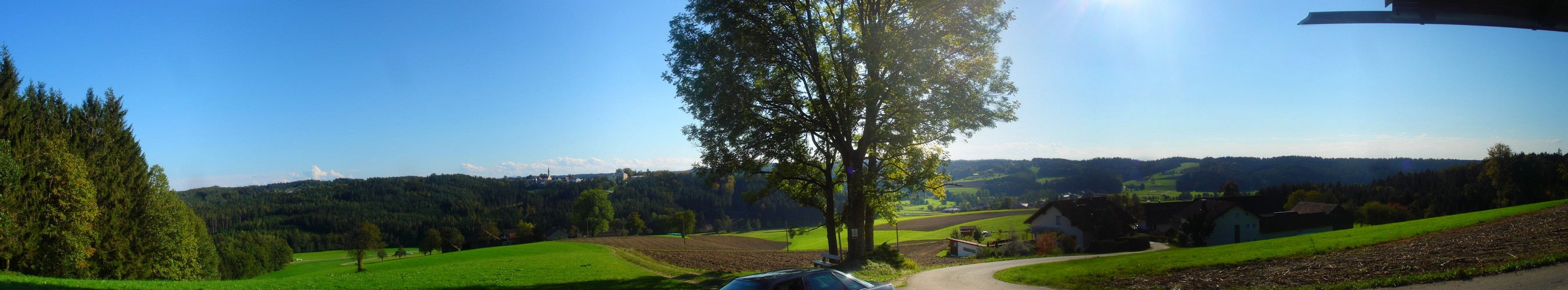
瑪麗亞施莫爾恩
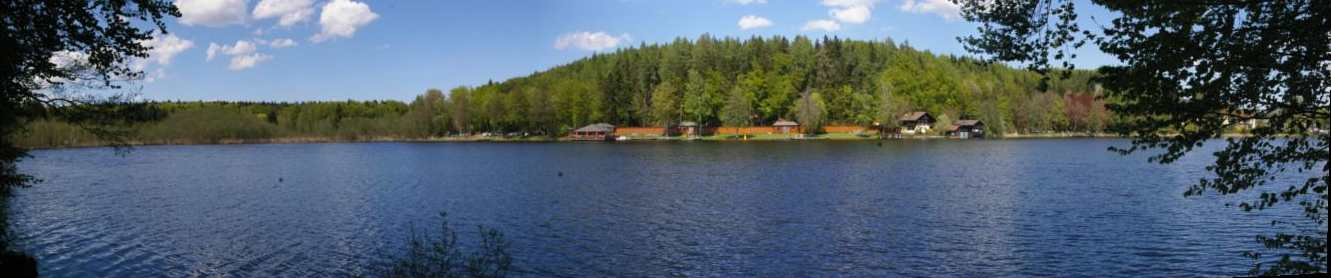
霍爾澤斯特湖（Holzöstersee）

## 外部連結
- Innviertel.at （页面存档备份，存于）
- 因河地區觀光網站 （页面存档备份，存于）

48°18′N 13°24′E / 48.300°N 13.400°E